# بروک واسن
بروک واسن (به آلمانی: Bruck-Waasen) یک منطقهٔ مسکونی در اتریش است که در ناحیه گرایسکیرچن واقع شده‌است. بروک واسن ۲۸٫۴ کیلومتر مربع مساحت دارد ۳۷۷ متر بالاتر از سطح دریا واقع شده‌است.